# Машево (гмина, Голенювский повет)
Машево (пол. Maszewo) — гмина (волость) в Польше, входит как административная единица в Голенювский повет, Западно-Поморское воеводство. Население — 8719 человек (на 2013 год).